# 房元庆
房元庆（？—466年），一名文庆，东清河郡绎幕县（今山东省淄博市博山区）人，祖籍清河郡东武城县（今河北省衡水市故城县），刘宋官员。

## 生平
房元庆的祖父房谌跟随慕容德渡过黄河避祸，定居于齐州的东清河郡绎幕县。房元庆在刘宋为官，历任七个郡的太守，后担任沈文秀青州建威府的司马。宋明帝刘彧杀死刘子业自立为帝，刘子业的弟弟刘子勋于泰始二年（466年）起兵进攻宋明帝，沈文秀派遣部将刘弥之、张灵庆、崔僧琁三路军队帮助宋明帝。当时徐州刺史薛安都已经支持刘子勋，派遣使者报告沈文秀，劝说沈文秀支持刘子勋，沈文秀随即派刘弥之等人响应薛安都。刘弥之很快归附宋明帝一方，刘弥之的族人互相汇合前往北海郡，据守北海城抵御沈文秀。平原郡乐安郡二郡太守王玄默据守琅邪，清河郡广川郡二郡太守王玄邈据守盘阳城，高阳郡勃海郡二郡太守刘乘民据守临济城，都起兵响应刘弥之。房元庆也谋划支持刘弥之，被沈文秀杀死。

## 家庭

### 兄弟姐妹
- 房氏，嫁刘宋东平郡太守刘逊之[4][5]

### 子女
- 房爱亲